# Sacra di San Michele

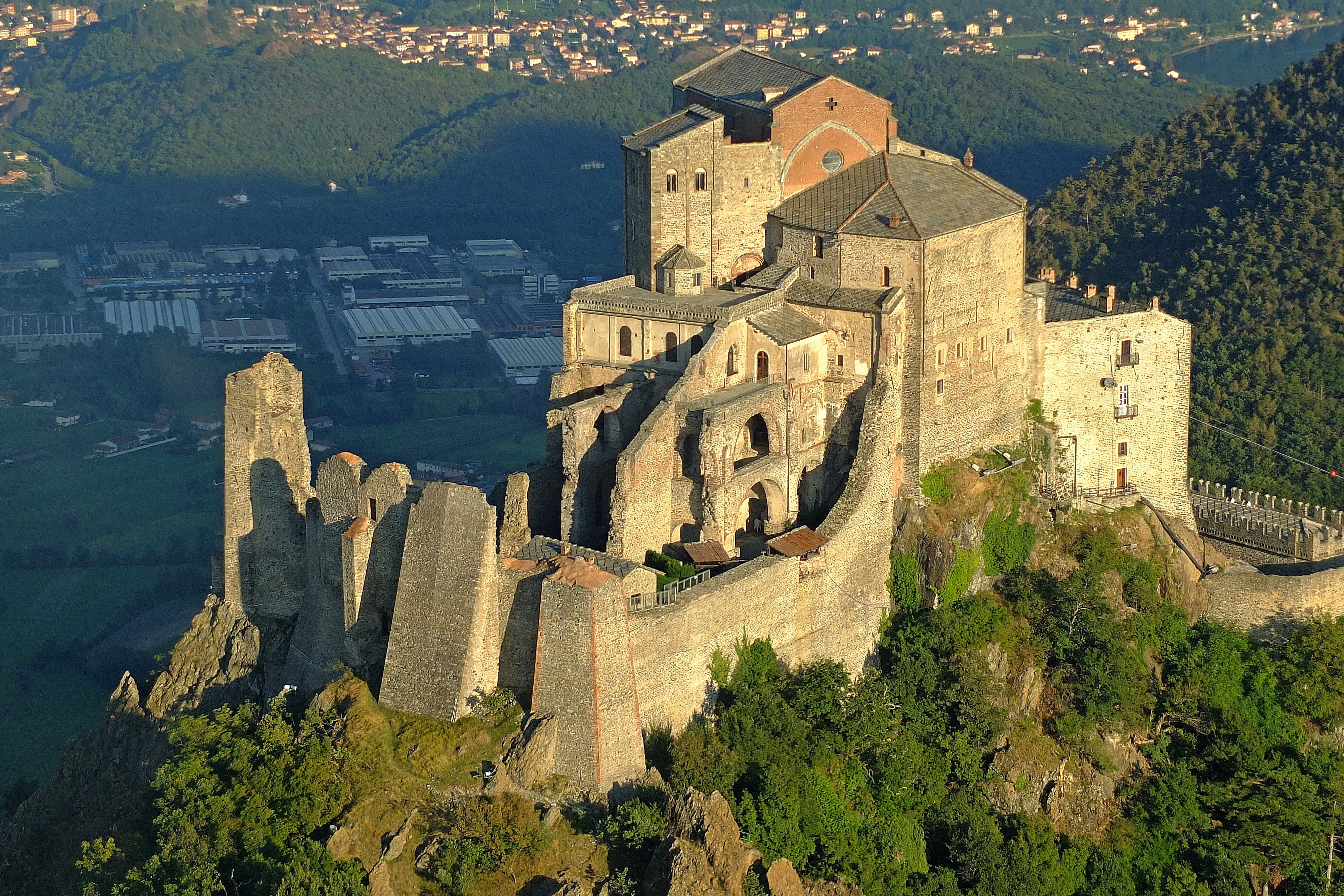
Letecký pohled

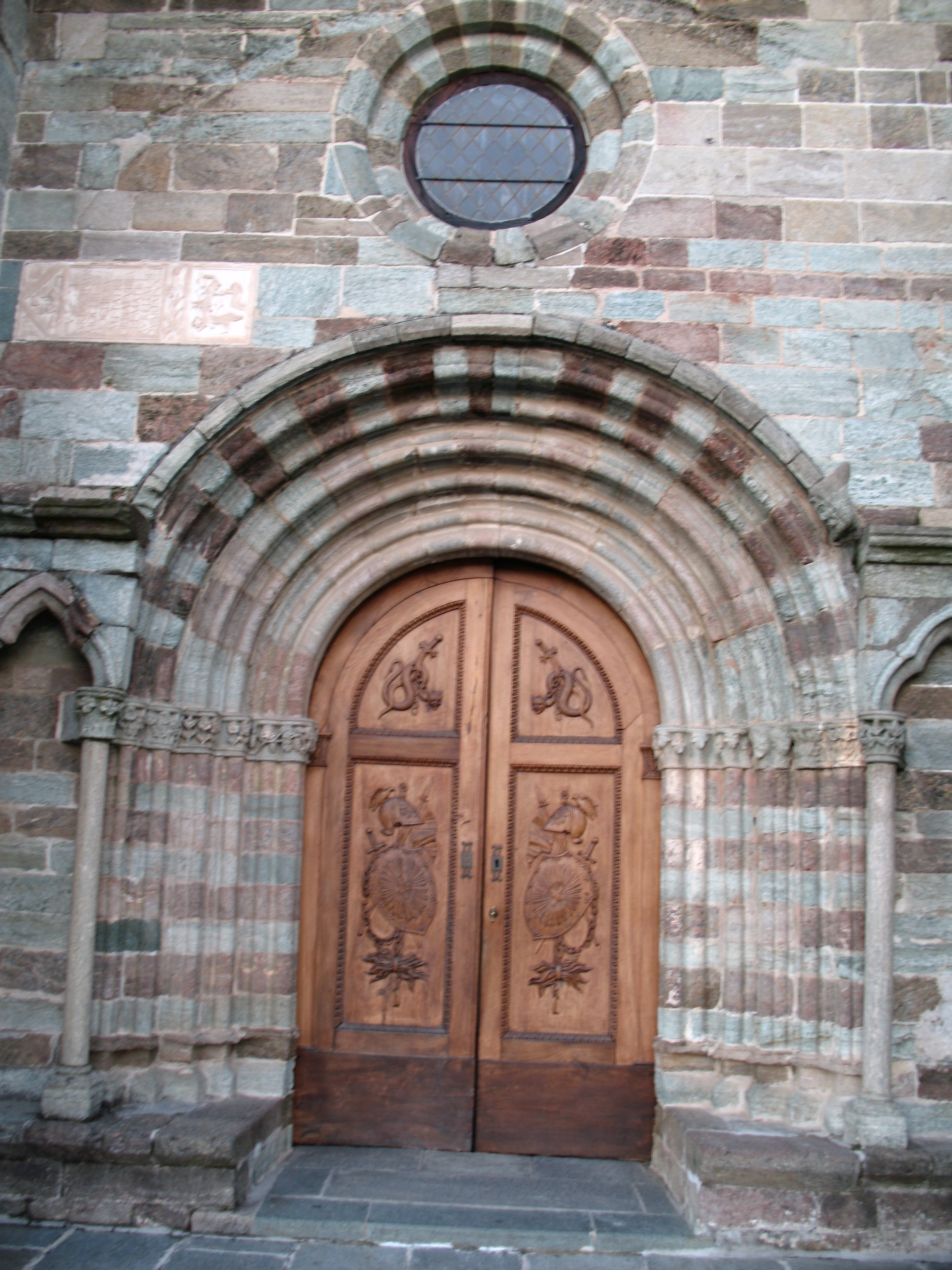
Portál kostela

Sacra di San Michele, také Klášter svatého Michala, je středověký benediktinský klášter v údolí Susy a v předhůří Alp, asi 30 km západně od Turína. Stojí na mohutném skalisku Monte Pirchiriano (962 m n. m.) nad obcí Sant’Ambrogio di Torino a při staré římské cestě (Via Francigena) z Turína do Francie. Klášter založený koncem 10. století a zrušený roku 1622 byl roku 1835 obnoven a jeho zachovalou část včetně kostela užívají řeholníci kongregace rosminiánů.

## Historie
Na místě starověké pevnosti, která střežila důležitý průsmyk přes Alpy, se v 10. století usadil poustevník Giovanni Vincenzo a roku 963 zde hrabě Hugo z Montboissier založil klášter pro 5 benediktinských mnichů. Ve středověku sloužil i jako noclehárna pro poutníky do Říma a nabyl roztroušený majetek i politický vliv. Od 13. století však upadal, až ho roku 1622 papež Řehoř XV. zrušil. Z podnětu savojského krále Karla Alberta jej papež Řehoř XVI. roku 1835 obnovil a svěřil kongregaci rosminiánů, která jej stále užívá. Od roku 1994 je oficiálním symbolem regionu Piemont. Požár v roce 2018 způsobil v klášteře značné škody.

## Popis
Mohutný románsko-gotický kostel svatého Michaela a částečně zřícené budovy kláštera stojí na vrcholu strmého Monte Pirchiriano s převýšením asi 570 m, kam se vystupuje klikatou křížovou cestou. Její závěr tvoří 243 schodů, podél nichž se pohřbívali řeholníci. Schody končí před slavnostním vchodem do kostela, románským portálem se zvěrokruhem. Kostel je velmi dobře zachovaná kamenná trojlodní stavba v přechodném románsko-gotickém slohu s malou kryptou. Loď je zaklenuta čtyřmi poli křížové klenby s žebry a navazuje na románský presbytář. Na stěnách jsou cenné raně renesanční fresky.

### Galerie

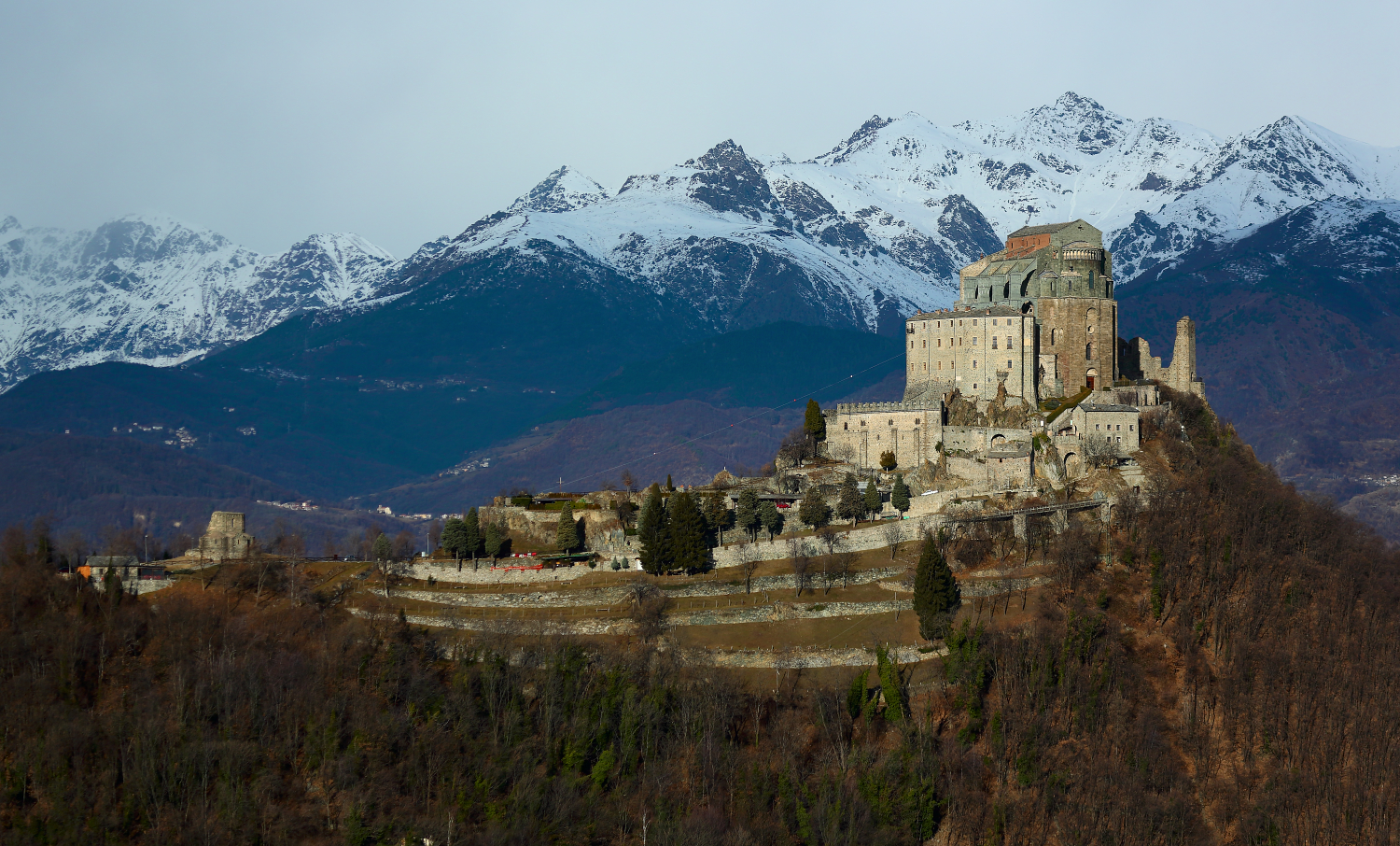
Celkový pohled
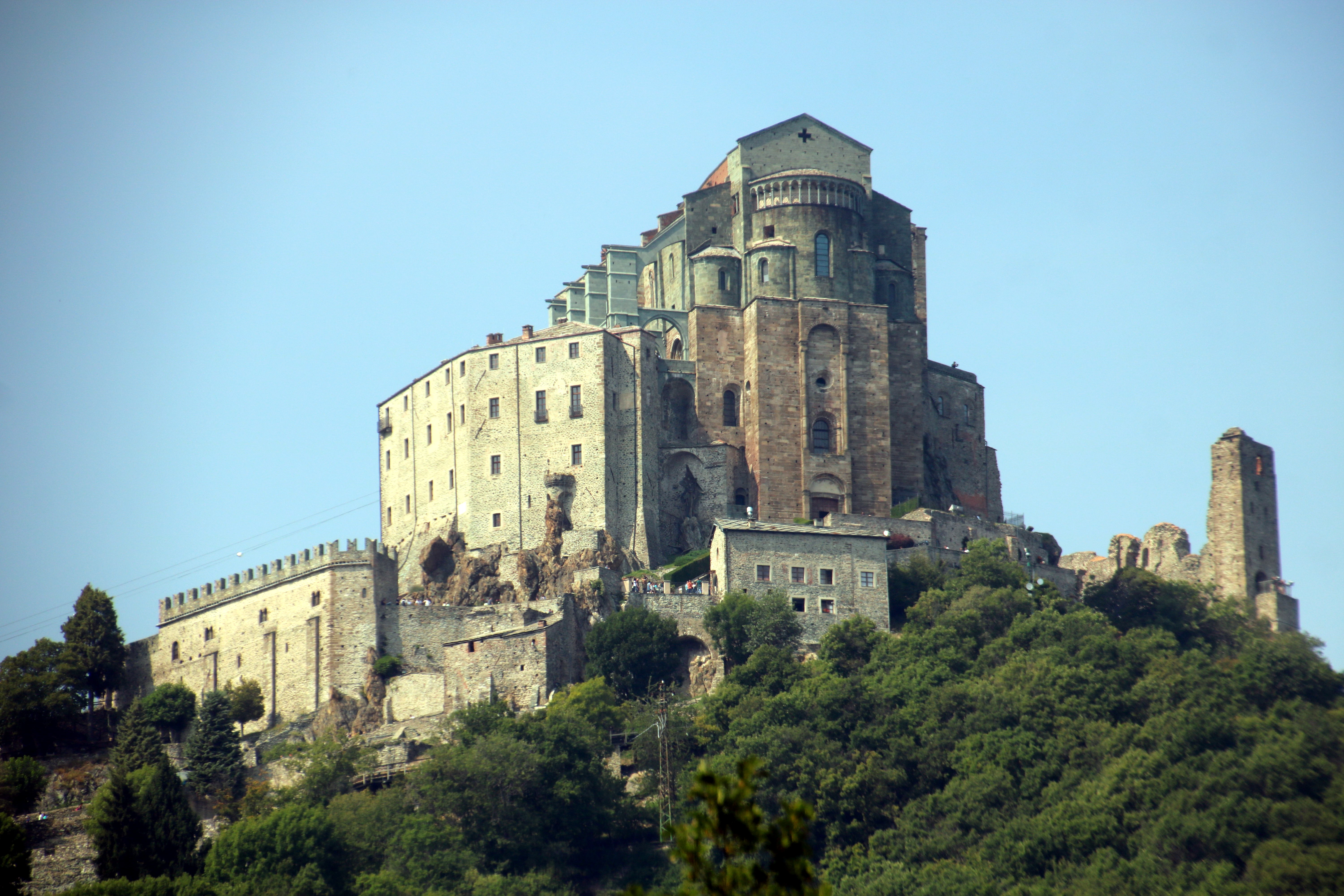
Kostel a klášter
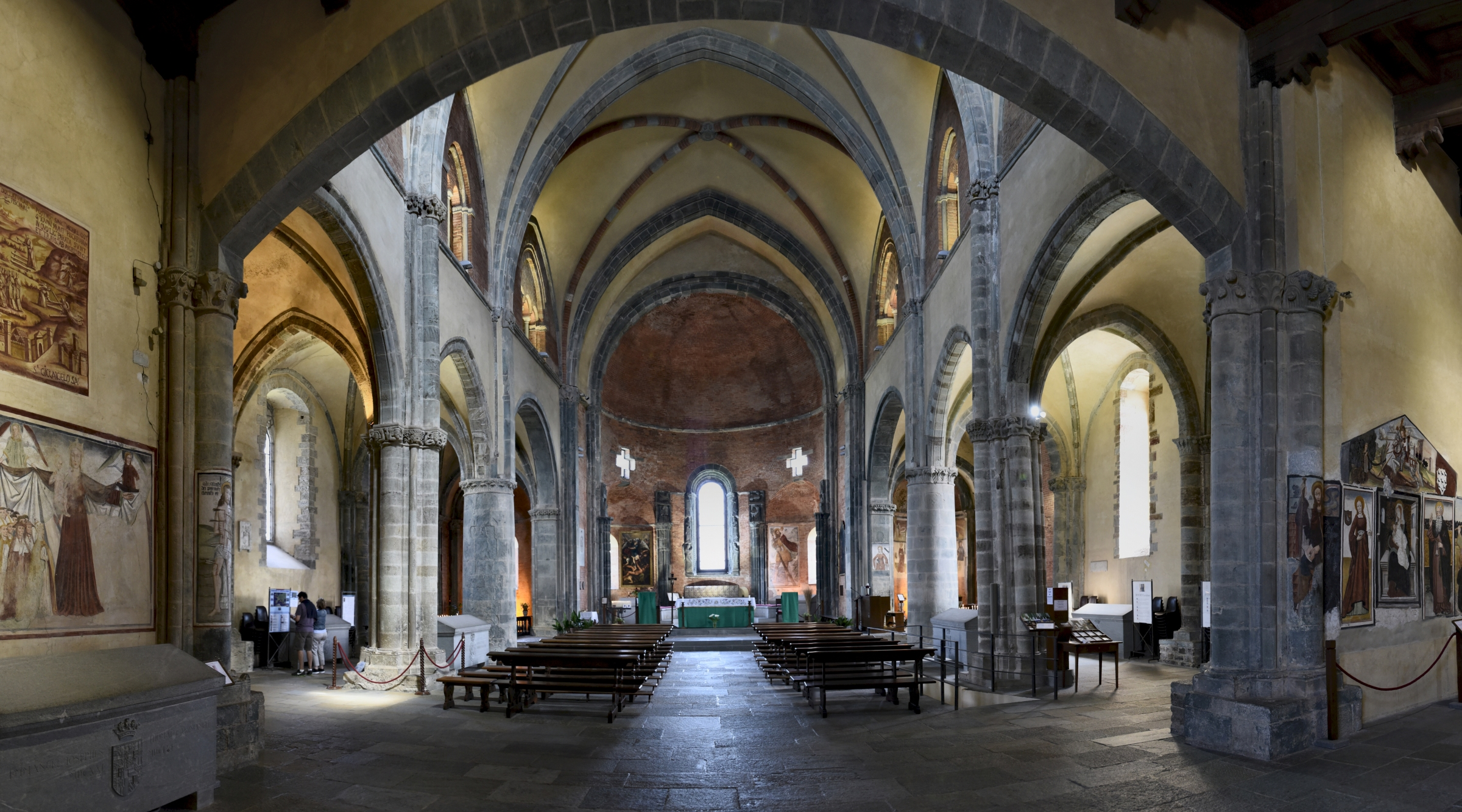
Interiér kostela